# Retrato de una joven dama
El Retrato de una joven dama (también conocido como Chica de perfil y Retrato de dama) es un pintura de técnica mixta sobre tabla (45,5 x 32,7 cm) atribuida tanto a Piero Pollaiuolo como a su hermano Antonio, datada en 1470-1472 aproximadamente y conservada en el Museo Poldi Pezzoli de Milán, donde es utilizada como símbolo mismo del museo.

## Historia
La obra es uno de los más célebres y uno de los mejores retratos conservados de dama de perfil de la Italia del siglo XV, atribuida por la crítica a uno de los dos hermanos Pollaiuolo: uno se encuentra en la Galería Uffizi de Florencia, uno en el Staatliche Museen de Berlín, uno en el Museo Metropolitano de Arte de Nueva York y otro finalmente en el Museo Isabella Stewart Gardner de Boston. Un parecido físico se aprecia en el Retrato de niña de Andrea della Robbia.
Tradicionalmente estas obras han sido referidas a Piero, pero la crítica posterior (cfr. Aldo Gallos, 2005, p. 35) ha repropuesto con fuerza el nombre de Antonio.
No está claro quién es la mujer del retrato milanés: se han propuesto varios nombres, entre los cuales la esposa del banquero Giovanni de Bardi (según la inscripción sobre el retrato, probablemente falsa y añadida posteriormente "UXOR JOHANNIS DE BARDI") o Marietta Strozzi o una Belgioioso. En cualquier caso la obra, ejecutada en Florencia, es unánimemente considerada uno de los símbolos de la elegancia florentina del siglo XV.
La obra fue reportada en el siglo XIX por Giovanni Battista Cavalcaselle como en las colecciones Borromeo y no se conoce cuando Gian Giacomo Poldi Pezzoli, heredero de la fortuna de los Trivulzio, tomó posesión de la obra, que se transfirió al nuevo museo por medio de legado en 1879. La pintura fue restaurada en 1951 por M. Pellicioli, quien la encontró en excelente estado de conservación. Una trasposición sintética del retrato, ideada por Italo Lupi, simboliza hoy las dos "P" en el símbolo gráfico de las iniciales del museo.

## Descripción y estilo
La joven es mostrada sobre el fondo de un cielo azul surcado por algunas nubes, colocada de perfil, según la usanza típica de los cortes italianas que, a través del modelo humanista del vir illustris, se inspiraban en los modelos de las medallística y numismática imperial romana. La ambientación al aire libre marca la perfecta armonía entre naturaleza y belleza femenina, según un ideal clásico recuperado en el Renacimiento.
La muchacha es retratada hasta los hombros, con una ligera torsión del busto que permite ver la forma del escote. Se presta gran atención a la descripción del vestido, las joyas y el elaborado peinado, subrayando el carácter noble y estatus acomodado de la joven. El corpiño es bastante escotado y ceñido, cerrado por delante con una fila de pequeños botones típico de la moda juvenil de la época. La manga de terciopelo presenta un motivo floral de forma concisa, sin recurrir a los efectos lenticulares de la pintura flamenca. En la época las mangas estaban entre las partes más importantes de los vestidos, a menudo intercambiables y decoradas con joyas, tanto que a menudo se inventariaban entre las alegrías de la familia. Se acerca al arte flamenco en cambio la extraordinaria atención a los valores de la luz, que define con varios efectos los numerosos materiales representados: del brillo de las perlas al lustre de los cabellos, de la delicadeza de la tez hasta los efectos virtuosos como el velo que cubre suavemente la oreja.
Los cabellos están recogidos hacia atrás en el peinado denominado "arrastrado", con una cinta de perlas, a juego con el fino collar de perlas y rubíes, que mantiene los cabellos en un elaborado moño sobre la nuca, sosteniendo también un velo transparente que cubre las orejas.
Las joyas que luce (perlas y rubíes) parecen insinuar un significado nupcial, sugiriendo un posible destino del retrato como parte de la dote o como regalo para la familia del esposo antes de la firma del contrato matrimonial. Las perlas de hecho aluden a la pureza virginal y el rubí al rojo del amor.
El perfil destaca fuertemente del fondo, con una línea de contorno clara y expresiva (la denominada "primacía del dibujo"), que fue una de las características más típicas del arte florentino de la segunda mitad del siglo XV, especialmente de los hermanos Pollaiuolo, sobre todo Antonio.